# Centreville (Virgínia)
Centreville és una concentració de població designada pel cens dels Estats Units a l'estat de Virgínia. Segons el cens del 2000 tenia 48.661 habitants.

## Demografia
Segons el cens del 2000, Centreville tenia 48.661 habitants, 17.789 habitatges, i 12.096 famílies. La densitat de població era de 1.930,9 habitants per km².
Dels 17.789 habitatges en un 41,5% hi vivien nens de menys de 18 anys, en un 54% hi vivien parelles casades, en un 10,4% dones solteres, i en un 32% no eren unitats familiars. En el 21,5% dels habitatges hi vivien persones soles el 2,1% de les quals corresponia a persones de 65 anys o més que vivien soles. El nombre mitjà de persones vivint en cada habitatge era de 2,74 i el nombre mitjà de persones que vivien en cada família era de 3,27.
Per edats la població es repartia de la següent manera: un 28,4% tenia menys de 18 anys, un 8,2% entre 18 i 24, un 43,7% entre 25 i 44, un 16,4% de 45 a 60 i un 3,3% 65 anys o més.
L'edat mediana era de 31 anys. Per cada 100 dones de 18 o més anys hi havia 94,6 homes.
La renda mediana per habitatge era de 90.232$ i la renda mediana per família de 120.351$. Els homes tenien una renda mediana de 70.123$ mentre que les dones 41.117$. La renda per capita de la població era de 40.878$. Entorn del 2% de les famílies i l'1% de la població estaven per davall del llindar de pobresa.

## Poblacions més properes
El següent diagrama mostra les poblacions més properes.